# ألبرت-إدوارد جانسين
ألبرت-إدوارد جانسين هو محامي وأستاذ جامعي وسياسي بلجيكي، ولد في 1 أبريل 1883 في أنتويرب في بلجيكا، وتوفي في 29 مارس 1966 في Merchtem ‏ في بلجيكا. نشط حزبياً في Catholic Party (Belgium) ‏ والحزب الديمقراطي المسيحي الفلمنكي.

## مناصب
- انتخب لقب وزير الدولة البلجيكي [الإنجليزية]‏ (1949 – ).
- انتخب Minister of Finance of Belgium ‏ (1925 – 1926).
- انتخب Minister of Finance of Belgium ‏ (1938 – 1939).
- انتخب Minister of Finance of Belgium ‏ (1952 – 1954).
- انتخب عضو مجلس الشيوخ البلجيكي ‏ (1956 – 1965).

## وصلات خارجية
- ألبرت-إدوارد جانسين على موقع مونزينجر (الألمانية)